# Frank Diez
Frank Diez (Berlijn, 2 november 1950) is een Duitse bluesgitarist, componist, songwriter en producent.

## Carrière
Geïnspireerd door de American Folk Blues Festivals van de jaren 1960 begon Diez op 16-jarige leeftijd met gitaar spelen en had hij tijdens de jaren 1970 een inbreng aan de ontwikkeling van de Duitse geschiedenis van de rock. Hij is zowel nationaal als internationaal werkzaam als live- en studioartiest. Als enige Duitse muzikant betwistte hij sessies en concerten met Jimi Hendrix, Chuck Berry en Little Richard. Verdere tussenstadia waren onder andere Atlantis, Frumpy, Karthago, Randy Pie, Klaus Kinski, Ihre Kinder, Snowball, Johnny Tame, Konstantin Wecker, Eric Burdon, Giorgio Moroder, Donna Summer, Tom Principato, Miller Anderson, Paul Vincent en vele andere artiesten van naam.
Als medeoprichter was Dietz 30 jaar lang regelmatig gitarist en producent bij de Peter Maffay Band tot 2004. Maffays toenmalige producent Peter Wagner had beiden toentertijd samengebracht. Bij de Maffay-tournee in 2009 en het Unplugged-concert in de Keulse Lanxess Arena in 2018 werkte Dietz weer mee, echter deze keer als speciale gast.
Een hoge plaatswaarde had het project met andere artiesten en zijn eigen band. Tot de vaste inventaris behoort hierbij sinds 1986 het Electric Blues Duo met Colin Hodgkinson aan de basgitaar. Met deze formatie werden meer dan 1300 concerten in binnen- en buitenland en zeven geluidsdragers geproduceerd.
In 2000 leidde Diez samen met de Duitse gitarist Alex Conti, ook vanwege hun gemeenschappelijke affiniteit met de stad Berlijn, het project Bärlin Blues Band met Ingo Bischof (Karthago, Kraan, Guru Guru) aan de keyboards.
Van 2011 tot 2013 was Dietz lid van het British Blues Quintet (BBQ) rond Maggie Bell en Zoot Money. In 2014 werkte hij onder andere met Stefan Stoppok, in 2018 met Siggi Schwarz, Pete York en Chris Thompson.
De gitarist Stephan Diez, waarmee hij als The Diez Brothers twee albums opnam, was zijn jongere broer.

## Verzameling-
Frank Diez heeft een verzameling gitaren, oude originele tapes van studiomateriaal, schetsboeken en andere aantekeningen over zijn jarenlange werkzaamheden en belevenissen in de muziekbranche ter beschikking gesteld aan de Lippmann+Rau-stichting, die wordt beheerd door het Lippmann+Rau-Musikarchiv in Eisenach.

## Discografie
Producties waaraan Diez heeft meegewerkt:
- 1970 Armaggedon
- 1970 Ihre Kinder
- 1970 Klaus Kinski
- 1971 Sonny Hennig (Tränengas)
- 1972 Atlantis
- 1972 Emergency (Emergency Entrance)
- 1973 Atlantis (Get on Bord)
- 1974 Atlantis (Top of the Bill)
- 1974 Emergency (Emergency)
- 1974 Frank Turba
- 1975 Diez & Bischof (Daybreak)
- 1975 Diverse (Journey into Space)
- 1975 Peter Maffay (Meine Freiheit)
- 1976 Atlantis (Greatest Hits)
- 1976 Roberta Kelly (The Trouble Maker)
- 1976 Peter Maffay (Und es war Sommer)
- 1976 Randy Pie
- 1976 Donna Summer (A Love Trilogy)
- 1977 Randy Pie (Fast Forward)
- 1977 Eric Burdon and Fire Department (Survivor)
- 1977 Tame & Maffay I
- 1977 Peter Maffay (Dein Gesicht)
- 1977 Giorgio Moroder (Munich Machine)
- 1978 Peter Maffay (Live)
- 1978 Snowball (Cold Heat)
- 1979 Jackie Carter (Ruby Shoes)
- 1979 Tame & Maffay II
- 1979 Soundtrack "Timm Thaler"
- 1979 Peter Maffay (Steppenwolf)

- 1979 Udo Lindenberg & das Panikorchester (Der Detektiv- Rock-Revue II)
- 1980 Eric Burdon and Fire Department (Last Drive)
- 1980 Volker Lechtenbrink (Leben so wie ich es mag)
- 1980 Peter Maffay (Revanche)
- 1980 Johnny Tame (Indistinct Horizon)
- 1981 Peter Maffay (Für das Mädchen)
- 1981 Peter Maffay (Du bist wie ein Lied)
- 1981 Johnny Tame (Untamed)
- 1982 Peter Maffay (Ich will leben)
- 1982 Peter Maffay (Live)
- 1983 Average Businessmen (Average Businessmen)
- 1983 Volker Lechtenbrink (Lebe heute)
- 1983 Peter Maffay (Tabaluga oder die Reise zur Vernunft)
- 1984 Peter Maffay (Carambolage)
- 1985 Peter Maffay (Sonne in der Nacht)
- 1986 Diverse (Rock gegen Atom)
- 1986 Double V Connection (UnderTaKing)
- 1986 Electric Blues Duo (Bitch)
- 1986 Peter Maffay (Tabaluga und das leuchtende Schweigen)
- 1986 Soundtrack "Bitte lasst die Blumen leben", Frank Duval
- 1986 Konstantin Wecker (Wieder dohoam)
- 1987 Annette Hopfenmüller (Behind the Dunes)
- 1987 Konstantin Wecker (Wecker & Die Band – Live)
- 1987 Frank Duval (When You Were Mine)
- 1987 Soundtrack "Der Joker"
- 1988 Diez Brothers (City Lights)
- 1988 Peter Maffay (Lange Schatten)
- 1988 Milva (Unterwegs nach morgen)
- 1989 Electric Blues Duo (Make Mine a Double)

- 1989 Peter Maffay (Kein Weg zu weit)
- 1990 Diez Brothers (Close up)
- 1990 Peter Maffay (Leipzig – Live ’90)
- 1991 Frumpy (News)
- 1991 Peter Maffay (Liebe)
- 1992 Electric Blues Duo (Live met de HR Big Band)
- 1992 Peter Maffay (Freunde und Propheten)
- 1993 Peter Maffay (Tabaluga und Lilli)
- 1994 Peter Maffay (Tabaluga und Lilli – Live)
- 1995 Frumpy (Live Ninty-Five)
- 1995 Electric Blues Duo (Out on the Highway)
- 1996 Peter Maffay (Sechsundneunzig)
- 1996 Peter Maffay (’96 – Live)
- 1997 Electric Blues Duo (Lucky at Cards)
- 1997 Miller Anderson (Celtic Moon)
- 1998 Peter Maffay (Begegnungen)
- 1998 Peter Maffay (Begegnungen live)
- 1998 Johnny Tame (Johnny Tame – Best of)
- 1998 Telecats I (met Karl Ratzer, Tom Principato)
- 2000 Bärlin Blues Band (Berlin Blues – met Alex Conti)
- 2000 Frank Diez (Stranded on Fantasy Island)
- 2000 Peter Maffay (X)
- 2000 Paul Vincent (Rockin' Bach)
- 2001 Peter Maffay (Heute vor 30 Jahren)
- 2003 Tabaluga und das verschenkte Glück – live
- 2004 Siggi Schwarz & The Electric Guitarlegends (met Michael Schenker, Geoff Whitehorn, Alex Conti)
- 2006 Electric Blues Duo (The last fair deal – 20 years Electric Blues Duo)
- 2010 Electric Blues Duo (2010 LIVE! L’Inoui Luxembourg)

- Bibsys: 10021519
- Gemeinsame Normdatei: 1146035314
- International Standard Name Identifier: 0000 0003 8450 5876
- MusicBrainz: 03fa5371-aa39-441b-a577-ae66ce69de6c
- Nederlandse Thesaurus van Auteursnamen: 172245079
- Virtual International Authority File: 276075718
- WorldCat: E39PBJhGYD7hFp66MgqM8t9JjC